# Pico (Azore)

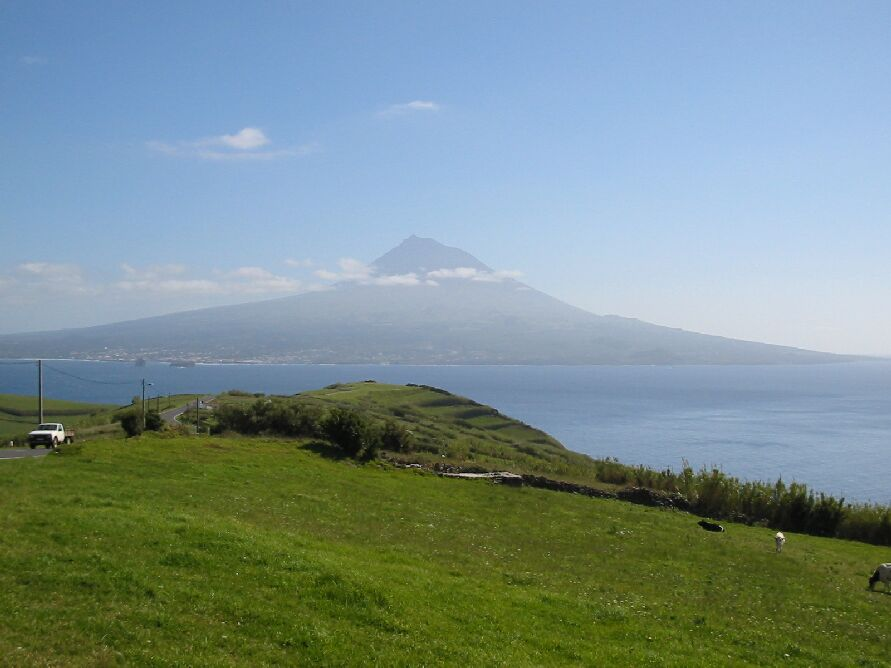
Insula Pico

Pico este o insulă a doua ca mărime între insulele din arhipelagul Azore, după insula Sao Miguel, Portugalia. Se găsește foarte aproape de insula Faial. Iese în evidență vărful de 2.351 m, înălțimea cea mai înaltă din republica portugheză.
Este situată a doar 7 km de insula Faial. Este o insula cu o formă alungită. Cea mai mare atracție turistică este vulcanul Pico. Accesul pe insulă se poate face cu un avion internațional, sau vara poate fi bună și alegerea unui vapor.